# Sława Umińska-Kajdan
Sława Matylda Umińska-Kajdan, poprzednio Umińska-Duraj (ur. 30 czerwca 1977 w Rudzie Śląskiej) – polska działaczka samorządowa, od 2014 prezydent Piekar Śląskich.

## Życiorys
Absolwentka II Nauczycielskiego Kolegium Języków Obcych w Sosnowcu, magisterium uzyskała w Międzynarodowej Szkole Nauk Politycznych Uniwersytetu Śląskiego. Zatrudniona m.in. jako dyrektor biura poselskiego Wojciecha Szaramy w Bytomiu. Współtworzyła Piekarskie Forum Kobiet, powoływana w skład rady programowej TVP Katowice.
W 2006 z ramienia Prawa i Sprawiedliwości i w 2010 z ramienia lokalnego komitetu uzyskiwała mandat radnej Piekar Śląskich. W wyborach w 2014 ubiegała się o stanowisko prezydenta tego miasta, wygrywając w drugiej turze głosowania, w której pokonała dotychczas pełniącego tę funkcję, Stanisława Korfantego. W 2018 i 2024 była wybierana na kolejne kadencje, zwyciężając w pierwszej turze wyborów. Weszła w skład rad nadzorczych spółek samorządowych Czeladzkie Wodociągi w Czeladzi oraz ZBM – Towarzystwo Budownictwa Społecznego w Bytomiu.